# Свети Никола Толентински (Ивреа)
„Свети Никола Толентински“ (на италиански: Chiesa di San Nicola da Tolentino) е римокатолическа църква от 17 век в град Ивреа, регион Пиемонт, Северна Италия. Известна е с бароковите си фрески и дървени скулптури.

## История
Строежът на църквата, посветена на Свети Никола Толентински, започва през 1605 г. след реновиране на оратория, принадлежащ на едноименното братство, и завършва през 1627 г. с изграждането на помещението за презвитериума.
Първите сведения за братство, събиращо се в параклис близо до Катедралата на Ивреа (на мястото на днешния Палат на Епископската семинария), са от края на 13 век. Касае се за покаятелно братство, по онова време посветено на Света Троица, Богородица и апостол Яков. Членовете му носят името „дисциплинирани“, бич в ръка и са облечени в расо с качулка на главата. Основателят на Братството е известният брат Якобин от Кремона (Giacobino di Cremona), дошъл в Ивреа през 1275 г. Впоследствие то приема като съпокровители канонизирания през 1446 г. Свети Никола Толентински и Св. Йоан Кръстител Деколат. От 17 век нататък основната му цел става оказването на помощ на затворниците в близкия замък и погребението на екзекутираните в гробището на църквата или вътре в нея.

## Художествени произведения
Повечето архитектурни и художествени паметници в църквата са от 17 и 18 век, и са изработени по заръка на братството, сред членовете на което има представители на местната аристокрацията и буржоазия. Вътрешните стени, изрисувани от художника Чезаре Киала (Cesare Chiala) между 1683 и 1694 г., представляват илюзионистична украса в бароков стил, в която се редуват, обрамчени от фалшива архитектура, мрамори и гипсови орнаменти, сцени от живота на Свети Никола.
Сред изящно изработените произведения има такива от резбовано дърво като входната врата и седалките в презвитериума, пример за дърворезба от Ивреа от 17 век. Седалките се състоят от 33 панела на скулптора Франческо Мабрито (Francesco Mabrito) от 1684 г. и изобразяват епизоди от живота и чудесата на Свети Никола Толентински, вероятно вдъхновени от изображенията в известен агиографски труд за светеца на Амброджо Фриджерио (Ambrogio Frigerio) от 1578 г.
В презвитериума се намира и важна дървена конструкция, първоначално част от главния олтар. В центъра ѝ, на мястото на нишата, има статуя на ангел, държаща главата на Йоан Кръстител в поднос; в долната част има статуи на Гулиелмо – дук на Аквитания (отдясно) и на епископ Свети Семплиций (отляво); в центъра на олтарната част има маслено платно, приписано на Джузепе Джовенон Младши (Giuseppe Giovenone il Giovane; * 1524, † 1608), която изобразява Богородица и Младенеца между епископ и Свети Никола Толентински и св. Йоан Кръстител; в горната част се намират скулптурните групи на Блажената Богородица и Троицата, заобиколени от рамки и златни лъчи. Интересно е и платното, датирано от 1619 г. с надпис „Скаля“ (Scaglia), което възпроизвежда на преден план блажения Амедей IX Савойски, докато раздава дарове на бедните, а на заден план – панорама на Ивреа.
Църквата е известна сред местните жители като „църквата на бомбата“, поради факта, че е имало бомба, висяща от тавана. Тя е целяла да напомни за чудотворното събитие от 1704 г., когато, по време на войната между французите и пиемонтците, бомба пробива тавана на църквата, но по чудо не избухва.